# The Man They Scorned
The Man They Scorned è un cortometraggio muto del 1912 diretto da Reginald Barker e prodotto da Thomas H. Ince per la Broncho Film Company.
Soprattutto nelle comiche del tempo, lo stereotipo antisemita della "vigliaccheria" e della "debolezza" degli ebrei era spesso ripetuto con insistenza. Qui, in un contesto drammatico, le parti sono rovesciate e il protagonista ebreo, uno specie di moderno Ben-Hur, dimostra tutto il suo valore.

## Trama
Il protagonista, Stein, si arruola nell'esercito, servendo nei territori dell'Ovest. Come ebreo è vittima di pregiudizio e di scherzi crudeli. L'unico raggio di sole nella sua vita è la simpatia della piccola Dollie, la figlia del colonnello, il cui cuore infantile è toccato dalle sofferenze del giovane. Un giorno Stein si ribella ai suoi tormentatori, sorprendendo tutti per la furia della sua difesa e la sua capacità di resistere da solo contro una ventina di assalitori. Falsamente accusato di essere lui l'aggressore, Stein è messo agli arresti ma la sua prigionia è interrotta da un attacco degli indiani. Nello scontro Stein si distingue per il proprio valore, salvando eroicamente la vita del colonnello e guadagnandosi il rispetto di tutta la guarnigione.

## Produzione
Il film fu prodotto dalla Broncho Film Company.

## Distribuzione
Distribuito dalla Mutual, il film - un cortometraggio in due bobine - uscì nelle sale cinematografiche statunitensi il 6 novembre 1912.